# Chlosyne damoetas
Espèce
Chlosyne damoetas ou Chlosyne whitneyi damoetas est une espèce de lépidoptères de la famille des Nymphalidae, de la sous-famille des Nymphalinae et du genre Chlosyne.

## Systématique
Chlosyne damoetas a été décrit par Henry T. Skinner (d) en 1902.
Espèce à part entière pour certains auteurs, c'est Chlosyne whitneyi damoetas une sous-espèce de Chlosyne whitneyi pour d'autres.

## Noms vernaculaires
Chlosyne damoetas se nomme en anglais Rockslide Checkerspot.

## Description
Chlosyne damoetas est un papillon orange de taille moyenne. Son envergure varie entre 31 et 41 mm. Le dessus présente des lignes de damiers orange terne entourés de marron.
Le revers des antérieures est jaune orange bordé d'une bande orange et d'une bande de chevrons blancs alors que les postérieures sont à lignes de damiers blancs et de damiers orange limités de marron.

### Chenille
La chenille est semblable à celle de Chlosyne ascatus, noire, ornée de points crème, de croissants orange et d'épines de couleur noire.

## Biologie

### Période de vol et hivernation
L'imago vole en juillet au Canada. Le cycle de Chlosyne damoetas demande deux ans.

### Plantes hôtes
Les plantes hôtes de la chenille sont Erigeron leiomeris et Solidago multiradiata.

## Écologie et distribution
Il est présent en Amérique du Nord uniquement dans les Montagnes Rocheuses, au Canada dans l'Alberta et aux États-Unis dans le Montana, l'Utah, le Colorado et la Californie.

### Biotope
Il est souvent présent dans les montagnes en altitude sur les éboulis.

### Protection
Pas de statut de protection particulier.